# 李劉茱麗
李劉茱麗，JP（？—），現任學前弱能兒童家長會創辦人兼執行委員會執行委員、香港社會服務聯會復康專責委員會成員、智障人士健康教育推廣專責小組提供良好體適能活動資訊工作小組成員。1987年創辦並曾任學前弱能兒童家長會主席，推行倡導工作。曾任滙豐銀行慈善基金匡智社區教育學院總監及第三屆社會工作者註冊局委任成員。